# Котов (Тернопольская область)

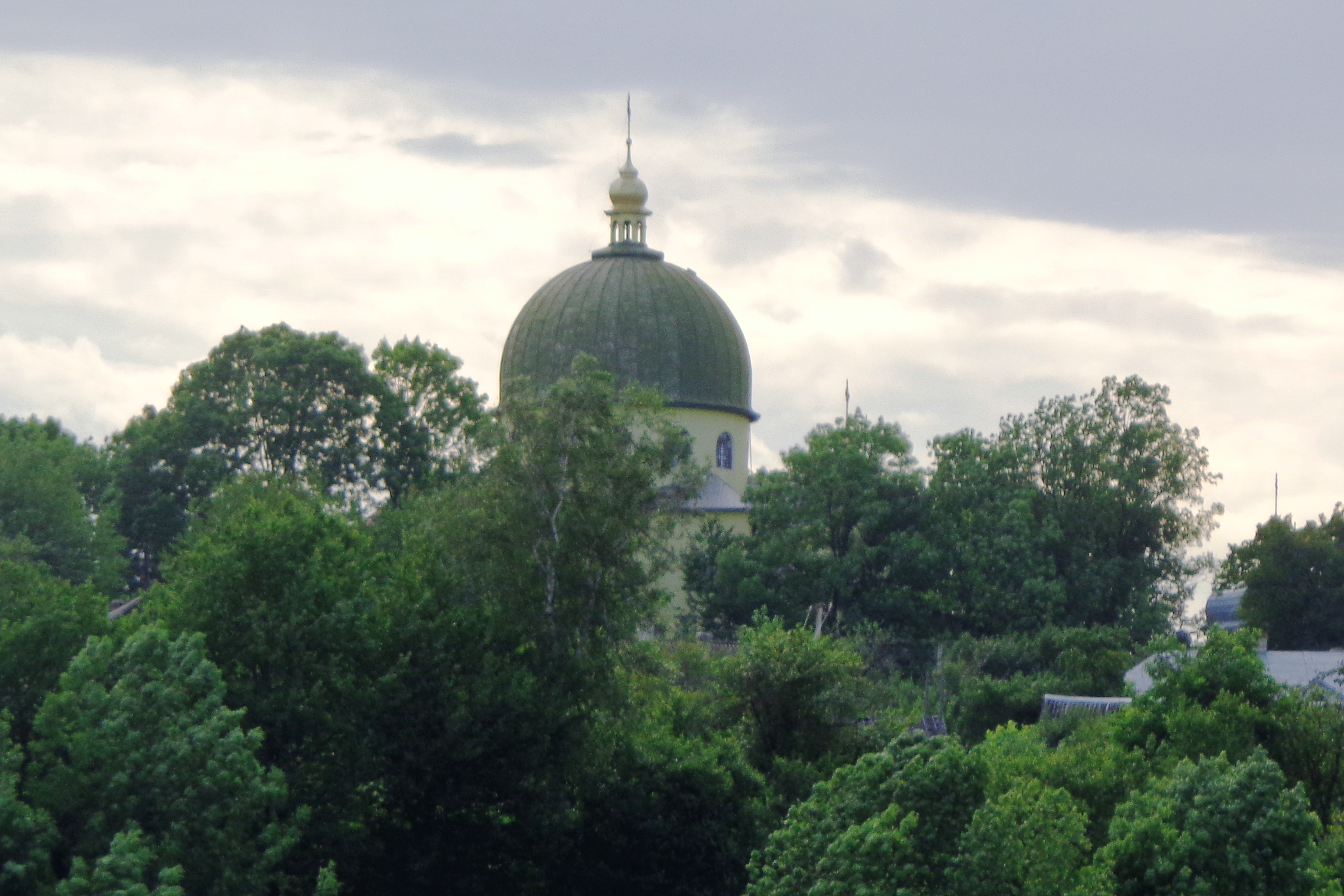
Церковь святой Покровы в Котове

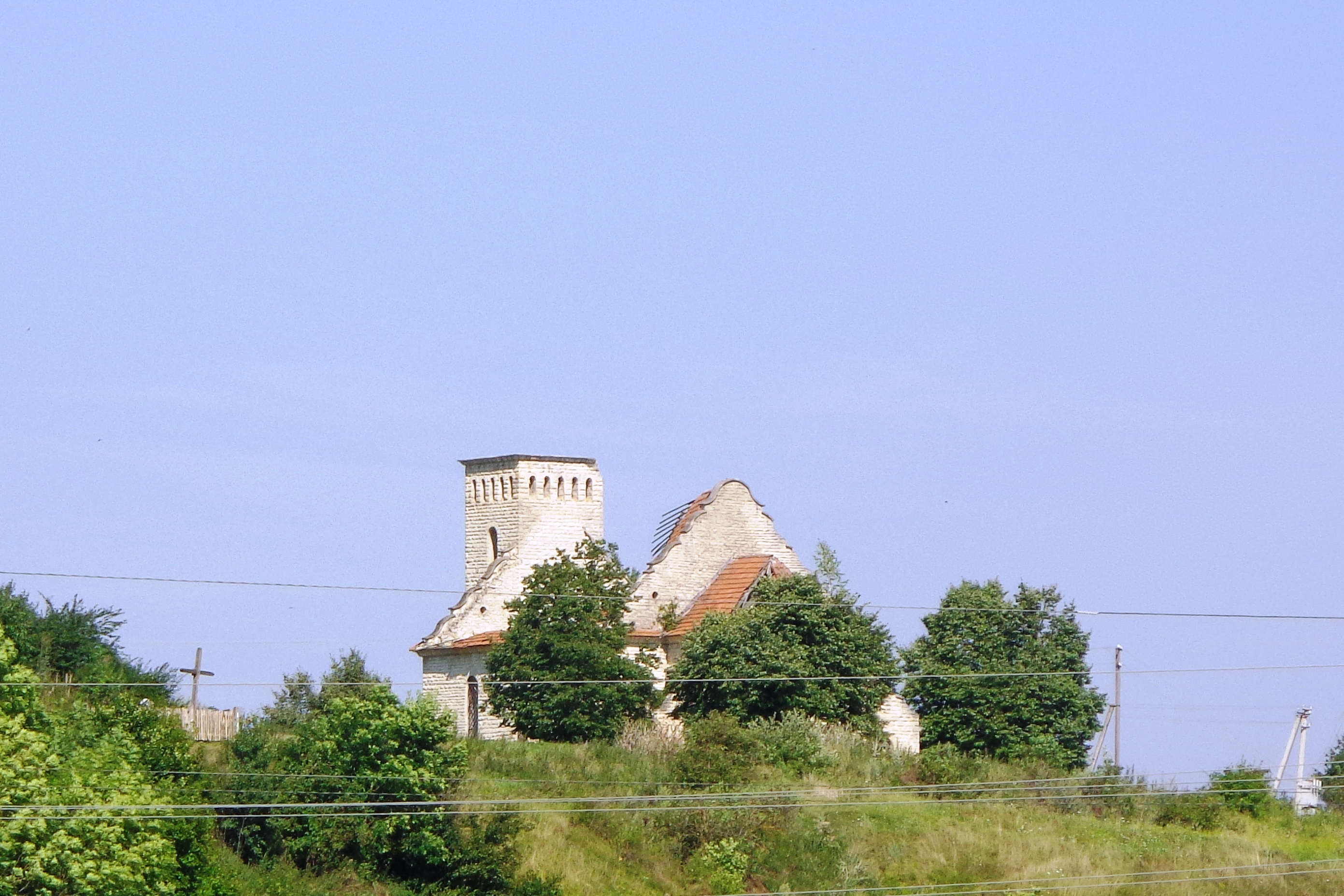
Руины костёла в Котове

Котов (укр. Котів) — село в Саранчуковской сельской общине Тернопольского района Тернопольской области Украины.
До 2020 года входило в Бережанский район.
Код КОАТУУ — 6120482301. Население по переписи 2001 года составляло 531 человек.

## Географическое положение
Село Котов находится на правом берегу реки Золотая Липа,
выше по течению примыкает село Рыбники,
ниже по течению на расстоянии в 2 км расположено село Божиков,
на противоположном берегу — село Саранчуки.

## История
- В селе Котов археологи обнаружили глиняную посуду, относящуюся к эпохе железного века.
- 1658 год — дата основания.

## Объекты социальной сферы
- Школа I—II ст.
- Клуб.
- Фельдшерско-акушерский пункт.